# Frontopsylla spadix
Frontopsylla spadix är en loppart som först beskrevs av Jordan et Rothschild 1921.  Frontopsylla spadix ingår i släktet Frontopsylla och familjen smågnagarloppor.

## Underarter
Arten delas in i följande underarter:
- F. s. spadix
- F. s. nepalensis
- F. s. borealosichuana
- F. s. shennongjiaensis
- F. s. cansa